# Завод добрив у Руркелі
Завод добрив у Руркелі – колишнє підприємство хімічної промисловості в індійському штаті Одіша, місто Руркела. 
У 1962 році при металургійному комбінаті в Руркелі організували виробництво добрив. Сировиною при цьому виступав коксовий газ, який містить певні обсяги аміаку, а кінцевим продуктом був нітрат амонію кальцію. Крім того, в Руркелі мали виробництво суперфосфату (результат обробки фосфатів сульфатною кислотою) потужністю 34 тисячі тон на рік, а з 1967-го також продукували інше азотне добриво – сульфат амонію (можливо отримувати шляхом очистки косового газу сульфатною кислотою). 
У 1978/1979 фінансовому році створили масштабне виробництво добрив, яке не було пов’язане із металургійним циклом. Для цього ввели в дію лінію аміаку, що споживала суміш легких вуглеводнів – naphtha (також відома як цінна сировина для установок парового крекінгу). Як наслідок, потужність майданчику по нітрату амонію кальцію досягнула 480 тисяч тон на рік.
Доволі швидко завод добрив потрапив у важке фінансове становище, при цьому щоб підтримати діяльність сконцентрувались на продажу напівфабрикатів – аміаку, азотної кислоти та нітрату амонію. В 1999 році оголосили про наміри продати завод, проте у підсумку його довелось зупинити. 
В той же час, пов’язане із металургійним циклом виробництво сульфату амонію продовжує діяльність. Станом на початок 2020-х його річна потужність становить 12,7 тисяч тон, а фактичний випуск у 2021/2022 фінансовому році склав 5,6 тисяч тон.